# Eilema flavens
Eilema flavens är en fjärilsart som beskrevs av Moore 1878. Eilema flavens ingår i släktet Eilema och familjen björnspinnare. Inga underarter finns listade i Catalogue of Life.